# Марек Чех
Марек Чех (словац. Marek Čech, * 26 січня 1983, Требішов, Кошицький край, Словаччина) — титулований словацький футболіст, захисник «Вест Бромвіч Альбіон» та національної збірної Словаччини.

## Біографія

### Клубна кар'єра
Марек Чех розпочав свої футбольні кроки в місцевій команді містечка Требішов, окреси Требішов, але заради професійного футболу перейшов до столиці країни — «Інтер (Братислава)», за яку він провів чотири сезони, й став чемпіоном Цорґонь ліги та заволодів Кубком Словаччини з футболу. У 2004 році він перебрався до празької «Спарти» в якій в цьому ж сезоні здобув золоті нагороди Гамбрінус ліги. Саме тоді йому вдалося підписати контракт з грандом португальського футболу «Порту», з 2005 року він закріпився в основному складі та за три сезони здобув два чемпіонських титули Ліги Сагреш, заволодів Кубком Португалії з футболу та Суперкубком цієї країни. А в липні 2008 року він за 1,4£ мільйонів перебрався до Туманного Альбіону в команду Прем'єр-ліги «Вест Бромвіч Альбіон».

### Збірна
Марек Чех дебютував за національну команду 9 липня 2004 року у товариському матчі проти збірної Японії.

## Титули та досягнення
- Чемпіон Словаччини (1):

«Інтер»: 2000-01
- Володар Кубка Словаччини (1):

«Інтер»: 2000-01
- Чемпіон Чехії (1):

«Спарта»: 2004-05
- Чемпіон Португалії (3):

«Порту»: 2005-06, 2006-07, 2007-08
- Володар Кубка Португалії (1):

«Порту»: 2005-06
- Володар Суперкубка Португалії (1):

«Порту»: 2006